# Усенко Степан Іванович
Степа́н Іва́нович Усе́нко (1909 , Слов'яносербський повіт, Катеринославська губернія  — 7 березня 1939 , Москва, РРФСР, СРСР ) — український комсомольський та партійний діяч УРСР, 1-й секретар ЦК ЛКСМ України. Член ЦК КП(б)У (червень — грудень 1938). Кандидат у члени Організаційного бюро ЦК КП(б)У (18 червня 1938 — 26 грудня 1938). Депутат, член Президії Верховної Ради УРСР Верховної Ради УРСР 1-го скликання (1938). Депутат Верховної Ради СРСР 1-го скликання (1937–1938).

## Біографія
Народився 1909 року в родині робітника в селі Абрамівка, тепер село Пришиб Слов'яносербського району Луганської області. Був вихованцем дитячого будинку № 23 міста Москви. Працював на Брянському руднику Донбасу, в геологорозвідці Донецького вугільного басейну. У 1924 році вступив до комсомолу. Закінчив робітничий факультет.
Член ВКП(б) з 1932 року.
Від 1932 — секретар Ровеньківського районного комітету ЛКСМ України. Від жовтня 1933 до вересня 1937 року — на комсомольській роботі в РСЧА: секретар комсомольського бюро, а потім інструктор політичного відділу 9-ї військової школи льотчиків Харківського військового округу.
У 1936—1938 — член ЦК ЛКСМ України. Від липня 1937 до грудня 1938 — член Бюро ЦК ЛКСМ України.
Від вересня 1937 до листопада 1938 року — 1-й секретар ЦК ЛКСМ України. Від 18 червня 1938 до 26 грудня 1938 — член ЦК КП(б)У. 
26 червня 1938 року обраний депутатом Верховної Ради УРСР 1-го скликання від Амур-Нижнє-Дніпровської міської виборчої округи № 200 Дніпропетровської області.
1 листопада 1938 заарештований органами НКВС. У 1939 році страчений як член «терористичної правотроцькістської організації», що готувала замах на Хрущова. 1955 року посмертно реабілітований, у грудні 1988 року реабілітований у партійному відношенні.